# 约翰·巴恩希尔
约翰·安东尼·巴恩希尔（英語：John Anthony Barnhill，1938年3月20日—2013年11月11日），美国NBA联盟前职业篮球运动员。他在1959年的NBA选秀中第11轮第77顺位被圣路易斯鹰选中。